# Jenkins Falls
Die Jenkins Falls sind ein unzugänglicher Wasserfall bislang nicht ermittelter Fallhöhe im Zentrum des Abel-Tasman-Nationalparks auf der Südinsel Neuseelands. Er liegt im Lauf des Table Creek, der in nordöstlicher Fließrichtung einige Kilometer hinter dem Wasserfall in den Awaroa River mündet.